# Ворцель
Ворцель (пол. Worcell) — польско-русский дворянский род, герба Дуб.
Родоначальник их, Андрей Ворцель, немецкий еврей, поселился в конце XVII века в Польше, крестился и возведён в дворянское достоинство. Правнук его Станислав-Григорий был камергером польского двора. Сын последнего, Станислав, был великим литовским подстольем (1787), затем волынским губернским предводителем дворянства (1802—1808). Сын его Николай-Яков за участие в тайном обществе 1825 г. был лишён всех прав состояния и определён рядовым в кавказский корпус; в 1843 г. уволен от службы, а в 1856 году возвращены ему права потомственного дворянства.
- Станислав-Габриель Ворцель (1799—1857) — участник Польского восстания 1830—1831 гг., сторонник русско-польского революционного союза; друг Дж. Мадзини и А. И. Герцена, которому помогал в создании первой вольной русской типографии.

Род Ворцелей внесён в III часть родословной книги Волынской губернии